# Drea de Matteo
Andrea Donna de Matteo (Queens, New York, USA, 1972. január 19.– ) Primetime Emmy-díjas amerikai színésznő. 
Legismertebb szerepei televíziós sorozatokban voltak: ő játszotta Angie Bolent az ABC Született feleségek, Joey Tribbiani nővérét, Ginát az NBC Joey és Adriana La Cervát az HBO Maffiózók című sorozatában. Utóbbi szerepében nyújtott teljesítményét Primetime Emmy-díjjal jutalmazták. 
2008 és 2014 között Wendy Case-t alakította az FX Kemény motorosok című sorozatában. 2016-tól 2018-ig Tess Nazariót formálta meg a Piszkos zsaruk című drámasorozatban.

## Fiatalkora
Az olasz származású színésznő Andrea Donna de Matteo néven látta meg a napvilágot New York Queens városrészében. Anyja, Donna drámaíró és drámaírást oktató tanár, apja, Albert A. De Matteo egy bútorkészítő cég tulajdonosa volt. Katolikus családban nevelkedett.

## Pályafutása
A New York-i Loyola Iskola (Loyola School) elvégzése után a New York Egyetem Tisch School of the Arts részlegén tanult és rendezői pályára készült. Adriana La Cerva szerepe a Maffiózók című bűnügyi sorozatban nagyban hozzájárult karrierje beindulásához. Ezután olyan filmekben szerepelt mint a Kardhal, A drog pokla, a Rockfenegyerekek és A 13-as rendőrőrs. Abel Ferrara 'R Xmas című krimijének főszereplőjeként több kedvező kritikát is kapott.
2004-ben a Maffiózók szereplőjének, Adriana La Cervának a megformálásáért Primetime Emmy-díjat kapott, illetve Golden Globe-díjra is jelölték. A Maxim férfimagazin 2001-ben a 42. és 2002-ben az 56. helyre sorolta a „100 legszexibb nő” listáján.
2004 és 2006 között Joey Tribbiani nővérét, Ginát játszotta a Jóbarátok spin-off-jának számító Joey sorozatban. A műsort két évad után megszüntették. De Matteo alakította Wendy Case-t, a főszereplő Jax Teller volt feleségét és gyermekének anyját az FX csatorna Kemény motorosok című sorozatában. A hatodik évadban egyre gyakrabban bukkant fel, majd a hetedik évadban állandó szereplő lett.
Az ABC Született feleségek című sorozatának 6. évadjában ő alakította Angie Bolen-t. 2010-ben, a 6. évad végén személyes okokra hivatkozva elhagyta a sorozatot.
De Matteo játszotta Steve Wilde mostohaanyját a FOX comedy Running Wilde című sorozatában, illetve Diane-t alakította a Charlize Theron-t, Chloe Moretz-t és Nicholas Hoult-ot is felvonultató Sötét helyek című filmben.

## Magánélete
2001-ben találkozott Shooter Jennings énekessel, majd 2009-ben eljegyezték egymást, miután Jennings egy fellépése során a színpadon megkérte a színésznő kezét.  Kapcsolatukból két gyerek született: Alabama Gypsyrose Jennings (2007) és Waylon Albert „Blackjack” Jennings (2011). Jennings és de Matteo 2013-ban felbontották eljegyzésüket.
1997-ben de Matteo és akkori párja, Michael Sportes megnyitották Filth Mart nevű ruhaboltjukat az East Village-ben. A boltot 2004-ben zárták be.
2015. március 26-án De Matteo és több szomszédja is elveszítették lakásukat, amikor egy gázrobbanás miatt három New York-i épület leégett.

## Filmográfia

### Film
| Év   | Magyar cím           | Eredeti cím                              | Szerep                                   | Magyar hang        |
| ---- | -------------------- | ---------------------------------------- | ---------------------------------------- | ------------------ |
| 1996 |                      | 'M' Word                                 | ismeretlen szerep                        |                    |
| 1999 | Megtalálni a nagy Őt | Meet Prince Charming                     | Hilary Harris                            |                    |
| 2000 |                      | Sleepwalk                                | Henrieta                                 |                    |
| 2001 | Pofozó pénzmosók     | Made                                     | lány a klubban (stáblistán nem szerepel) |                    |
| 2001 | Kardhal              | Swordfish                                | Melissa                                  | Agócs Judit        |
| 2001 |                      | ’R Xmas                                  | feleség                                  |                    |
| 2002 | A drog pokla         | Deuces Wild                              | Betsy                                    | Hámori Eszter      |
| 2002 |                      | The Perfect You                          | Dee                                      |                    |
| 2003 | Rockfenegyerekek     | Prey for Rock & Roll                     | Tracey                                   |                    |
| 2003 |                      | Beacon Hill                              | Cadet Ramsey                             |                    |
| 2004 |                      | Love Rome                                | Angela                                   |                    |
| 2005 | A 13-as rendőrőrs    | Assault on Precinct 13                   | Iris Ferry                               | Kisfalvi Krisztina |
| 2006 |                      | Walker Payne                             | Lou Ann                                  |                    |
| 2006 | Pingvin-show         | Farce of the Penguins                    | Ester (hangja)                           | Vámos Mónika       |
| 2007 |                      | The Good Life                            | Dana                                     |                    |
| 2007 | Tört angolsággal     | Broken English                           | Audrey Andrews                           | Kelemen Kata       |
| 2008 |                      | Lake City                                | Hope                                     |                    |
| 2008 | Szeretlek, New York  | New York, I Love You                     | Lyndia                                   | Kisfalvi Krisztina |
| 2009 |                      | Once More with Feeling                   | Lana Gregorio                            |                    |
| 2011 |                      | Mob Wives (rövidfilm)                    | Drita D'Avanzo                           |                    |
| 2012 |                      | Mob Wives 2: The Christening (rövidfilm) | Drita D'Avanzo                           |                    |
| 2013 |                      | Free Ride                                | Sandy                                    |                    |
| 2015 | Sötét helyek         | Dark Places                              | Krissi Cates                             | Mezei Kitty        |
| 2015 |                      | Sex, Death and Bowling                   | Ana                                      |                    |
| 2017 |                      | Don't Sleep                              | Jo Marino                                |                    |
| 2022 |                      | Collide                                  | Angie                                    |                    |
| 2022 |                      | One Way                                  | Vic                                      |                    |
| 2025 | Nagyik               | Nonnas                                   | Stella                                   | Ónodi Eszter       |

### Televízió
| Év        | Magyar cím                               | Eredeti cím                         | Szerep               | Megjegyzések                                             |
| --------- | ---------------------------------------- | ----------------------------------- | -------------------- | -------------------------------------------------------- |
| 1996      |                                          | Swift Justice                       | Laurie Tuco          | 1 epizód                                                 |
| 1999–2006 | Maffiózók                                | The Sopranos                        | Adriana La Cerva     | 56 epizód                                                |
| 2004–2006 | Joey                                     | Joey                                | Gina Tribbiani       | - főszereplő (46 epizód) - magyar hangja: - Makay Andrea |
| 2008–2014 | Kemény motorosok                         | Sons of Anarchy                     | Wendy Case           | 35 epizód                                                |
| 2009–2010 | Született feleségek                      | Desperate Housewives                | Angie Bolen          | - főszereplő - 6. évad (20 epizód)                       |
| 2010      | Hobby-csalók                             | Fakers                              | Tanner anyja         | - tévéfilm - magyar hangja: - Kisfalvi Krisztina         |
| 2011      | Esküdt ellenségek: Különleges ügyosztály | Law and Order: Special Victims Unit | Sandra Roberts       | 1 epizód                                                 |
| 2011      | CSI: Miami helyszínelők                  | CSI:Miami                           | Evelyn               | 1 epizód                                                 |
| 2012      | Kaliforgia                               | Californication                     | Holly                | 1 epizód                                                 |
| 2013      |                                          | The Mindy Project                   | Kelsey               | 1 epizód                                                 |
| 2013      |                                          | Stalkers                            | Diane Harkin         | tévéfilm                                                 |
| 2015      | A S.H.I.E.L.D. ügynökei                  | Agents of S.H.I.E.L.D.              | Karla Faye Gideon    | 1 epizód                                                 |
| 2015      |                                          | The Making of the Mob: New York     | önmaga               | minisorozat                                              |
| 2016–2018 | Piszkos zsaruk                           | Shades of Blue                      | Tess Nazario nyomozó | - főszereplő (36 epizód) - magyar hangja: - Makay Andrea |
| 2019      |                                          | A Million Little Things             | Barbara Morgan       | 8 epizód                                                 |
| 2021      |                                          | Paradise City                       | Maya                 | főszereplő                                               |
| 2023      | Mayans M.C.                              | Mayans M.C.                         | Wendy Case           | 1 epizód                                                 |
| 2024      |                                          | Power Book II: Ghost                | Melissa              | 1 epizód                                                 |

## Díjai és elismerései
Munkásságát több jelöléssel és díjjal jutalmazták.
| Év   | Díj                                                      | Kategória                                                       | Jelölt mű | Eredmény |
| ---- | -------------------------------------------------------- | --------------------------------------------------------------- | --------- | -------- |
| 2001 | Screen Actors Guild-díj                                  | Legjobb szereplőgárda (drámasorozat)                            | Maffiózók | Jelölve  |
| 2002 | Screen Actors Guild-díj                                  | Legjobb szereplőgárda (drámasorozat)                            | Maffiózók | Jelölve  |
| 2002 | New York International Independent Film & Video Festival | Legjobb színésznő                                               | 'R Xmas   | Elnyerte |
| 2003 | Screen Actors Guild-díj                                  | Legjobb szereplőgárda (drámasorozat)                            | Maffiózók | Jelölve  |
| 2004 | Primetime Emmy-díj                                       | Legjobb női mellékszereplő (drámasorozat)                       | Maffiózók | Elnyerte |
| 2005 | Screen Actors Guild-díj                                  | Legjobb szereplőgárda (drámasorozat)                            | Maffiózók | Jelölve  |
| 2005 | Screen Actors Guild-díj                                  | Legjobb színésznő (drámasorozat)                                | Maffiózók | Jelölve  |
| 2005 | Golden Globe-díj                                         | Legjobb női mellékszereplő (sorozat, minisorozat vagy tévéfilm) | Maffiózók | Jelölve  |
| 2005 | Gracie Allen-díj                                         | Legjobb női mellékszereplő drámasorozatban                      | Maffiózók | Elnyerte |

## Fordítás
- Ez a szócikk részben vagy egészben  a   Drea de Matteo című angol Wikipédia-szócikk fordításán alapul.  Az eredeti cikk szerkesztőit annak laptörténete sorolja fel. Ez a jelzés csupán a megfogalmazás eredetét és a szerzői jogokat jelzi, nem szolgál a cikkben szereplő információk forrásmegjelöléseként.